# Пейдж, Кристофер
Кри́стофер Пейдж (англ. Christopher Page; род. 8.04.1952, Лондон) — британский музыковед
, дирижёр, гитарист и лютнист. Специалист по средневековой музыке западной Европы.

## Биографическая справка
Окончил как филолог Оксфордский университет (Баллиол-колледж). В 1977—1985 гг. преподавал в Оксфордском университете, c 1989 в Кембриджском университете, с 1997 преподаёт на факультете английского языка курс средневековой литературы и музыки (действительный член колледжа Sidney Sussex). Докторская диссертация: «Anglo-Saxon „hearpan“: their Terminology, Technique, Tuning and Repertory of Verse, 850—1066» (Йоркский университет, 1981). Занимал руководящие посты в британских общественных организациях: «Национальной ассоциации старинной музыки» (National Early Music Association) и «Обществе хоральной и средневековой музыки» (Plainsong and Medieval Music Society). Член редколлегии музыкальных журналов «Early Music» (Oxford University Press) и «Plainsong and Medieval Music» (Cambridge University Press).
Пейдж — автор ряда научных монографий, в числе которых «Христианский Запад и его певчие: первая тысяча лет» (2010); книга, признанная фундаментальным исследованием церковно-певческих традиций от поздней античности до Гвидо Аретинского, вместе с тем содержит некоторые парадоксальные выводы и «разоблачения ошибок», вызвавшие отрицательную реакцию критики. В небольшой книге «Латинская поэзия и ритм средневекового французского кондукта» (1997) предложил своё (далеко не ортодоксальное) ви́дение остро полемической проблемы ритмической транскрипции ранних кондуктов. Занимался редактированием и изданием старинной музыки, в том числе выпустил сборники антифонов Хильдегарды Бингенской (1982) и песен труверов (1995).
Пейдж — автор ценных исследований по истории старинной музыкальной науки. Подготовил критическое издание и перевод анонимного трактата «Сумма музыки», ранее приписывавшегося Иоанну де Мурису (1991). Также подготовил новый (пересмотренный) перевод музыкальных трактатов Иоанна де Грокейо и Иоанна Тинкториса. В статье «Jerome of Moravia on the rubeba and viella» критически рассмотрел исторические свидетельства Иеронима Моравского о музыкальных инструментах. Эта и другие статьи о музыкальных инструментах, по результатам исследования старинных трактатов и литературных памятников, вошли в авторский сборник «Музыка и инструменты Средних веков» (1997). В настоящее время Пейдж работает над антологией переводов «Music in Medieval Literature: Readings from the Fall of Rome to Gothic Europe», по заказу издательства «Cambridge University Press».
Пейдж — активный пропагандист старинной музыки. В 1989-97 гг. провёл цикл познавательных передач «Spirit of the Age» («Дух эпохи») на радио Би-Би-Си (BBC 3). С 2014 читает (бесплатные) научно-популярные лекции по истории гитарной музыки в лондонском Грешем-колледже.
В 1981 г. основал и до 2005 возглавлял вокальный ансамбль старинной музыки «Готические голоса» (Gothic Voices), которым он дирижировал, а также иногда выступал с ним в качестве лютниста. Под руководством Пейджа ансамбль «Готические голоса» записал более 20 дисков (все — на лейбле Hyperion Records). Первый альбом (под заголовком «Пёрышко от уст Господних»; англ. A Feather on the Breath of God; 1981), программу которого составили гимны и секвенции Хильдегарды Бингенской, стал важнейшим шагом на пути к успеху не только для Пейджа и его музыкантов, но и для выпустившей альбом молодой звукозаписывающей компании Hyperion Records: пластинка разошлась в итоге общим тиражом более 350000 экземпляров. Начиная со второй половины 1980-х гг. ансамбль «Готические голоса» стяжал себе славу вокального коллектива мирового класса, обладающего собственной (то есть «пейджевской») исполнительской концепцией средневековой музыки.

## Сочинения
- Voices and instruments of the Middle Ages: instrumental practice and songs in France, 1100—1300. London: Dent, 1987.
- The owl and the nightingale: musical life and ideas in France 1100—1300. Berkeley: University of California Press, 1989.
- The Summa musice: a thirteenth century manual for singers. Cambridge [England], New York: Cambridge University Press, 1991; R 2007.
- Discarding images: reflections on music and culture in medieval France. Oxford : Clarendon Press, 1993.
- Songs of the trouvères. Moretonhampstead etc.: England Antico Ed., 1995.
- Voices and instruments of the Middle Ages: studies on texts and performance. Aldershot (Great Britain): Variorum, 1997 (сборник статей).
- Latin poetry and conductus rhythm in medieval France. London: Royal Musical Association, 1997. IX, 76 pp.
- The Christian West and its singers: the first thousand years. New Haven: Yale University Press, 2010. xxiii, 692 pp., ill., maps.
- The guitar in Tudor England: A social and musical history. Cambridge: Cambridge University Press, 2015.
- The guitar in Stuart England: A social and musical history. Cambridge: Cambridge University Press, 2017.